# 다테촌
다테촌(館村)은 아오모리현 산노헤군에 놓여졌던 촌이다.

## 연혁
- 1889년 4월 1일 - 정촌제 시행에 의해 산노헤군 바이시촌, 사와사토촌, 네죠촌, 다모키촌, 야와타촌, 구시비키촌, 사카우시촌, 우에노촌, 누마타테촌과 합병되어 다테촌이 발족하였다.
- 1940년 1월 1일 - 대자매시, 사와리, 네기, 다모테, 누마타테를 분리해, 하치노헤시에 편입하였다.
- 1955년 4월 1일 - 하치노헤시에 편입되어 소멸하였다.